# Història del còmic belga

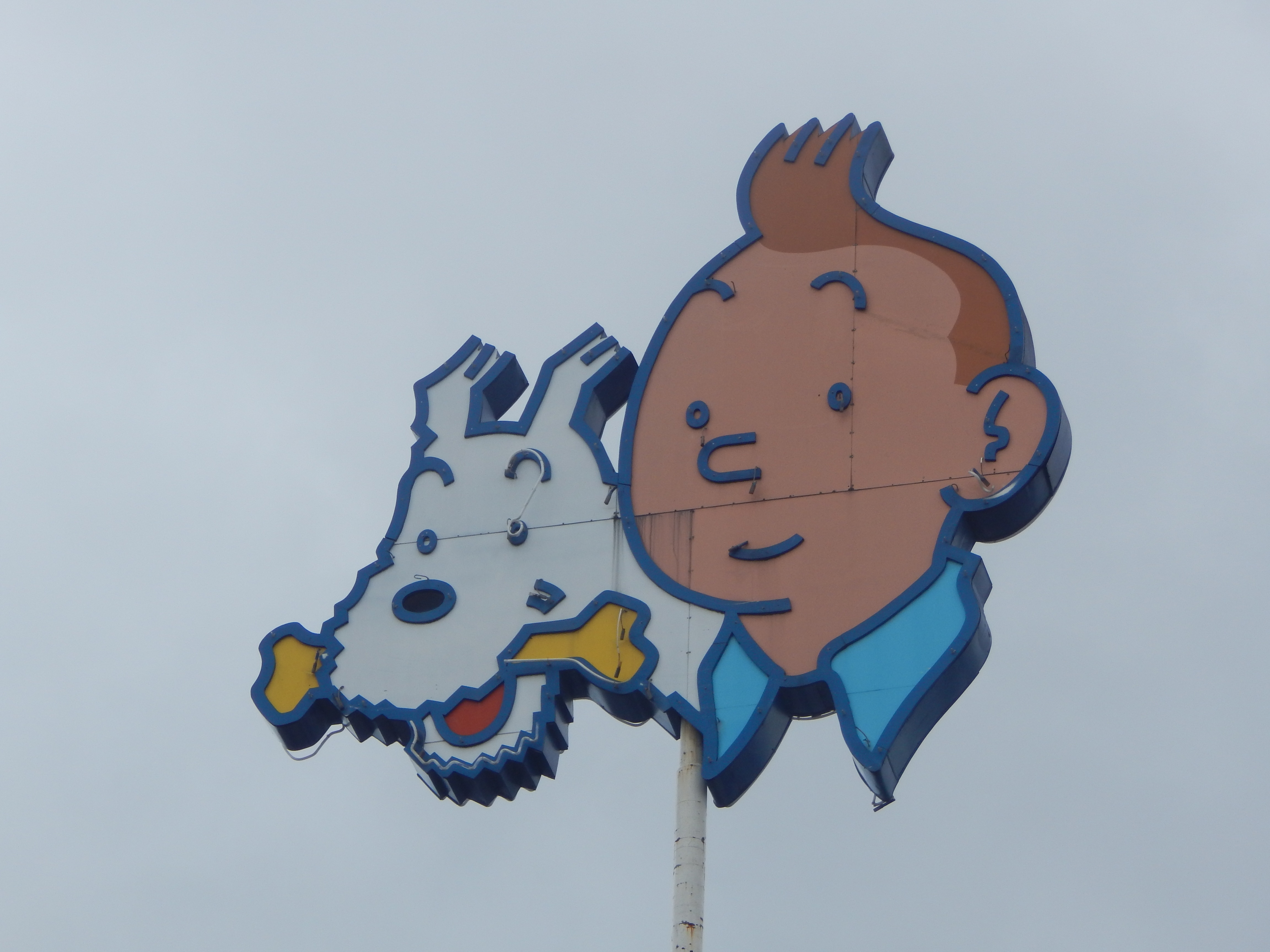
Personatges de Les aventures de Tintin

En la Història del còmic belga, aquests  són un subgrup diferent en la història dels còmics i van tenir un paper important en el desenvolupament dels còmics europeus, juntament amb França, amb qui comparteixen una llarga història comuna. Tot i que els còmics dels dos principals grups lingüístics i regions de Bèlgica (Flandes amb la llengua neerlandesa i Valònia amb el francès) tenen característiques clarament diferents, s'influeixen constantment entre si i es troben a Brussel·les i en la tradició de publicació bilingüe dels principals editors. Com una de les poques arts on Bèlgica ha tingut un impacte internacional i durador al segle xx, els còmics són coneguts per ser "una part integral de la cultura belga".

## Història

### Abans de 1940

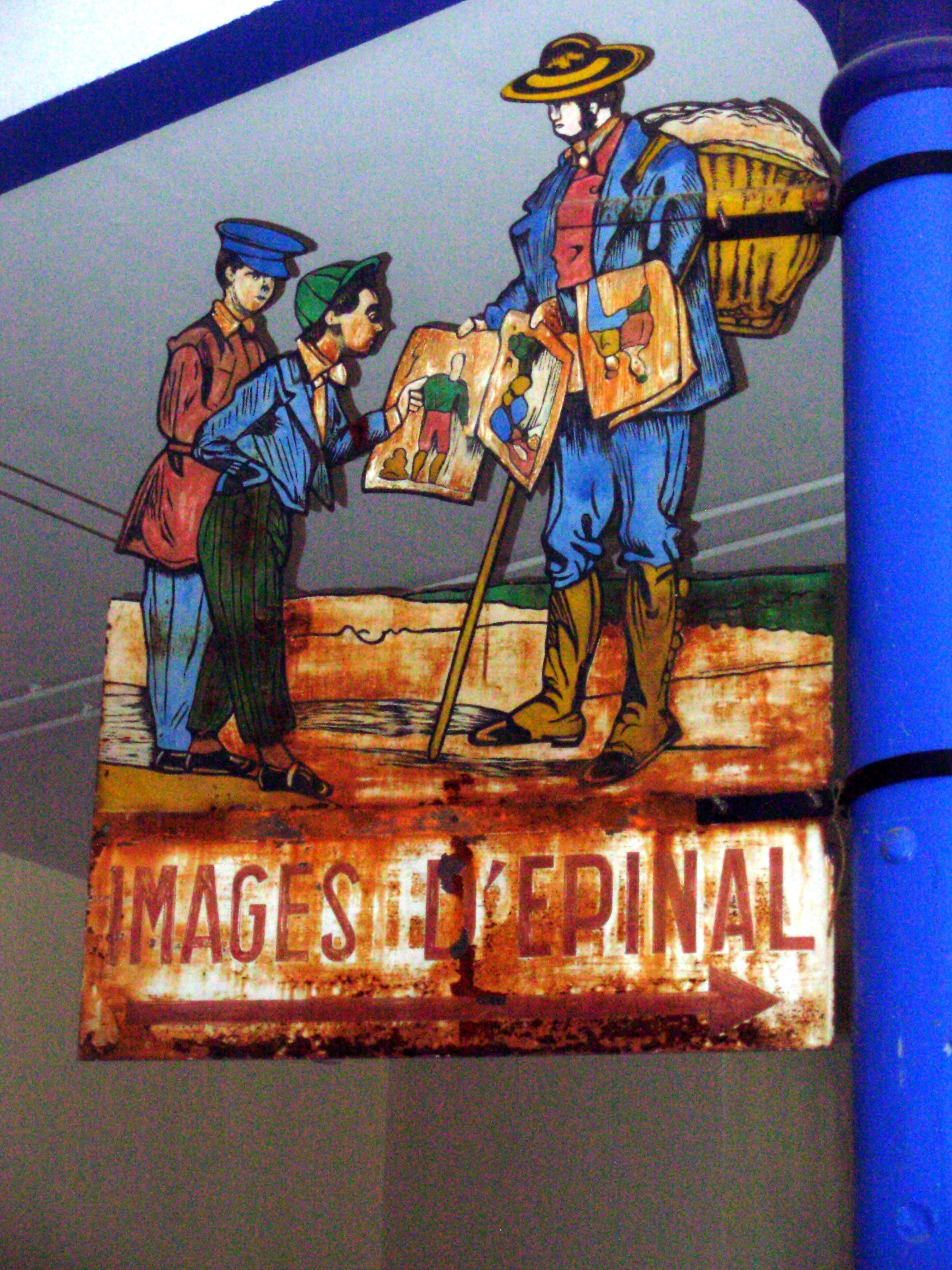
Cartell indicant la direcció de la Imatgeria de Épinal.

La primera producció a gran escala de còmics a Bèlgica va començar a la segona meitat de la dècada de 1920. Anteriorment, les pàgines juvenils il·lustrades encara eren molt similars a les Images d'Épinal i a l'equivalent flamenc, el Mannekensbladen. Els còmics disponibles provenien de França i estaven disponibles principalment en parts de Bèlgica on dominava la llengua francesa ( Valònia i Brussel·les ). Els més populars van ser La Semaine de Suzette, L'Épatant i Le bon point illustré. Autors francesos com Marijac també van contribuir a revistes belgues.
La dècada del 1920 va veure la formació de moltes revistes juvenils noves, algunes independents com la bilingüe Zonneland / Petits Belges de les editorials catòliques Altiora Averbode o revistes escoltes com Le Boy-Scout Belge, on va debutar Hergé (Georges Remi); altres es van publicar com a suplements de diaris. El més famós d'aquests va ser Le Petit Vingtième, el suplement setmanal juvenil del diari catòlic Le Vingtième Siècle. Fundada el 1928, va contractar el jove artista Georges Remi com a editor en cap i principal col·laborador. Remi, més conegut com a Hergé, va llançar el gener de 1929 una nova sèrie per al suplement: Les aventures de Tintín. Inicialment molt influenciat per l'obra dels autors de còmics francesos Alain Saint-Ogan i Pinchon i de l'estatunidenc George McManus, Hergé aviat va desenvolupar el seu propi estil. Tintín aviat es va fer molt popular, i les vendes del diari es van quadruplicar els dijous, quan s'hi va incloure el suplement. Es convertiria en el prototip de molts còmics belgues posteriors, en estil (l'anomenada línia clara), ritme d'aparició (setmanal), ús de bafarades de diàleg (mentre que els còmics d'altres països com els Països Baixos i Dinamarca mantindrien el text sota els dibuixos durant les dècades següents) i el mètode d'utilitzar una primera aparició en una revista o diari i àlbums posteriors.
Tot i que Tintín era molt popular, passaria gairebé una dècada abans que aparegués la següent revista de còmics d'èxit. Mentrestant, un nombre creixent de revistes juvenils publicarien algunes pàgines amb còmics influenciats per Tintín .
George Van Raemdonck, el primer gran artista de còmics flamenc, va treballar gairebé exclusivament als Països Baixos fins després de la Segona Guerra Mundial. Tot i això, va influir en alguns dels primers artistes flamencs d'abans de la guerra, com Jan Waterschoot i Buth, i com a artista de diaris amb una tira còmica diària, va preparar el camí per al mètode de publicació típic dels còmics flamencs en comparació amb les publicacions de revistes valones predominants.
Més situat en les dibuix clàssic que en l'edició convencional de còmics hi havia Frans Masereel, un gravador en fusta flamenc, el "Viatge apassionat" del qual, el 1926, una història sense paraules explicada en 165 xilografies, es considera de vegades la primera novel·la gràfica.
A la segona meitat de la dècada del 1930, la majoria de revistes juvenils valones van fer espai per a un o més còmics d'artistes locals. En són exemples Jijé a Le Croisé el 1936 i a Petits Belges el 1939, François Gianolla a Jeunesse Ouvrière, i Sirius a Le Patriote Illustré. Dupuis, una editorial amb seu a Marcinelle, prop de Charleroi, ja tenia èxit amb les seves dues revistes familiars Le Moustique i Bonnes Soirées. Charles Dupuis, fill del director general, va decidir crear una revista juvenil centrada en un nou heroi, Spirou. Va debutar el 21 d'abril de 1938. Es va demanar a l'artista francès Robert Velter, un antic ajudant de Martin Branner, que creés la sèrie principal, i la resta de la revista es va omplir de còmics americans populars com ara Superman. Vuit mesos més tard, en una decisió inusual, la revista es va publicar en neerlandès amb el nom de Robbedoes. Això tindria una profunda influència en el desenvolupament dels còmics flamencs i va assegurar que els còmics belgues tindrien una gran part del seu desenvolupament en comú. El 1939, Jijé va entrar a formar part de la revista. Hi va treballar fins a la seva mort el 1980 i va ser el motor de la revista durant i immediatament després de la guerra. Va ser responsable de la seva expansió i èxit en les dècades següents, i va ser l'inspirador de la generació posterior d'artistes de còmics dels anys 40 i 50, coneguda com l'escola de Marcinelle. A part d'Hergé, la principal inspiració de Jijé va venir d'artistes americans com Milton Caniff i Noel Sickles.
Algunes revistes flamenques també van començar a produir còmics locals més moderns, amb obres d'artistes consagrats com Frans Van Immerseel a Zonneland i el pintor expressionista Frits Van den Berghe a Bravo, o noms nous com Jan Waterschoot a Zonneland o Eugeen Hermans (també conegut com Pink) a Ons Volkske, un suplement setmanal inspirat en Le Petit Vingtième. El guionista de còmics més important de Bravo i Zonneland va ser John Flanders, que va continuar proporcionant històries per a les revistes flamenques fins a la dècada de 1960.

### Segona Guerra Mundial

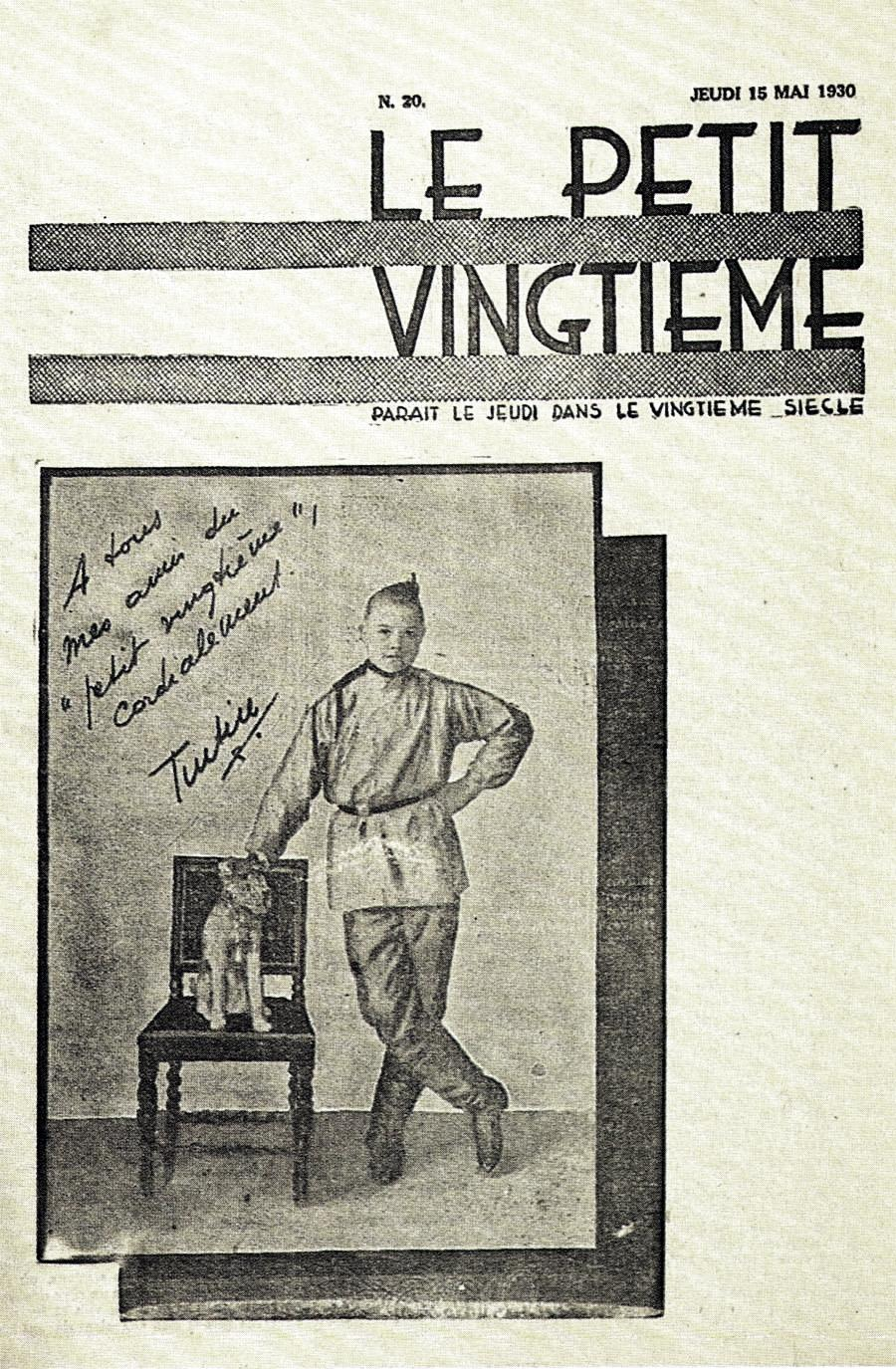
Portada del número 20 del suplement infantil Le Petit Vingtième, publicat el 13 de maig de 1930

Durant la Segona Guerra Mundial, moltes revistes van haver d'aturar la publicació o reduir les seves activitats a causa de l'escassetat de paper i les limitacions imposades pels ocupants alemanys. Le Petit Vingtième es va dissoldre després de la invasió alemanya, i Hergé va començar a treballar per al diari col·laborador Le Soir, on va haver de canviar d'una doble pàgina setmanal de Tintín a una tira diària. L'escassetat de paper també el va obligar a reduir el nombre de pàgines per àlbum de les 120 anteriors a 62. Per compensar això, l'editora Casterman va decidir començar a publicar els àlbums en color en comptes de blanc i negre. Això es va convertir en l'estàndard de la postguerra per a tots els àlbums de les editorials valones i de Brussel·les: a partir de la dècada del 1960, gairebé tots els còmics flamencs es varen imprimir en color.
La revista flamenca Bravo, que va començar el 1936 amb còmics gairebé exclusivament americans, va haver de canviar de rumb el 1940 i també va crear una versió en francès, cosa que va atraure diversos joves artistes belgues com Edgar P. Jacobs, Jacques Laudy, Raymond Reding i el flamenc Willy Vandersteen, juntament amb el ja conegut il·lustrador Jean Dratz.
Altres revistes van intentar continuar la publicació, però van haver de substituir els còmics americans prohibits per material local. Aquesta va ser una oportunitat perquè sorgissin nous talents. A Spirou, Jijé es va unir a Sirius i al jove il·lustrador Maurice Tillieux.
Una altra sortida per als joves artistes van ser diversos petits estudis d'animació, creats quan les populars pel·lícules d'animació americanes dels anys trenta ja no es projectaven. A Anvers, Ray Goossens i Bob de Moor van començar amb AFIM, i a Brussel·les, André Franquin, Eddy Paape, Peyo i Morris van treballar per a CBA.

### 1944–1958
El final de la Segona Guerra Mundial va ser una segona cesària, amb moltes revistes que van desaparèixer o canviar de mans, mentre que van aparèixer una gran quantitat de noves revistes ara que la censura i l'escassetat de paper s'estaven acostant a la seva fi. Spirou, que havia desaparegut a finals de 1943, va reaparèixer el 1944 amb els mateixos autors. Bravo, en canvi, va aconseguir nous propietaris i els principals col·laboradors van buscar noves editorials. El diari Le Soir va substituir la seva versió de temps de guerra i tot el personal pels propietaris i el personal d'abans de la guerra, i Hergé es va quedar sense un mitjà de publicació durant gairebé dos anys mentre s'investigaven les acusacions de col·laboració amb els alemanys.
El 1946, Raymond Leblanc volia crear una revista juvenil per expandir la seva petita editorial Lombard, i va decidir utilitzar el ja molt popular Tintín com a heroi principal de la revista Tintín. Va començar el 1946 amb una versió en francès i neerlandès (aquesta última anomenada Kuifje), tal com s'havia convertit en costum a les revistes de còmics belgues. Una versió per a França va seguir el 1948. La revista va contractar immediatament principalment artistes belgues, la majoria procedents de Bravo: Jacobs (que ja havia col·laborat amb Hergé), Laudy i el jove debutant Paul Cuvelier. Va ser un èxit instantani, i aviat s'hi van sumar altres noms, com ara Jacques Martin. Per aconseguir el mateix èxit amb la versió flamenca (on Tintín encara no era tan conegut), es va contactar amb dos dels millors nous artistes flamencs: Bob de Moor i Willy Vandersteen. De Moor va romandre amb Hergé i Tintín fins al final de la seva vida, però Vandersteen va deixar la revista de nou després d'11 anys.
Moltes altres revistes només van sobreviure durant uns pocs anys, i els seus millors artistes es van unir a Spirou o Tintin . Revistes com Bimbo, Story o Wrill van tenir principalment èxit regional i no tenien una sèrie principal realment popular. Tillieux va treballar per a Bimbo, Martin per a Wrill i André-Paul Duchâteau va començar la seva carrera d'escriptor a la nova versió de Bravo. Petits Belges / Zonneland es va continuar publicant, però només va dedicar unes poques pàgines als còmics. L'artista principal en aquests dies és Renaat Demoen, a qui més tard s'hi va unir François Craenhals .
El principal competidor de Tintín i Spirou en aquest període va ser Heroic-Albums, que tenia un mètode de publicació diferent: en lloc de diverses històries que sovint apareixien contínuament amb un ritme d'una pàgina per setmana, Heroic publicava una història llarga completa cada setmana. Els principals artistes van ser Tillieux, Fred Funcken, Tibet, François Craenhals, Greg,...  A causa de la censura a França, la revista va desaparèixer finalment el 1956.
A Flandes, hi va haver un auge similar de noves revistes, però els artistes i còmics més importants a la llarga van treballar principalment per als diaris: Marc Sleen va omplir moltes pàgines de la revista 't Kapoentje, però la seva sèrie principal Nero va aparèixer al diari Het Volk a partir del 1947. Willy Vandersteen va treballar per a tota una sèrie de revistes, tant en neerlandès com en francès, però la seva sèrie principal, Spike and Suzy, va aparèixer a De Standardard a partir del 1945.
Aquests dos artistes van dominar l'escena del còmic flamenc fins al 1980, però tot i que Nero es tradueix al francès i a l'alemany, l'únic èxit fora de Flandes va ser Spike i Suzy, que es va convertir en el còmic més popular dels Països Baixos i també va tenir un públic considerable a Valònia, principalment a causa de l'aparició de set històries creades especialment a Tintín, que comunament es consideren les millors de la sèrie. A causa d'aquest èxit, Vandersteen va obrir un estudi que va produir centenars de còmics i va donar a molts joves artistes locals una feina estable. Tanmateix, contràriament a l'Escola de Marcinelle i, en menor mesura, als Studios Hergé, molt pocs artistes van tenir una carrera independent d'èxit després de deixar l'estudi. Una de les sèries principals de l'estudi va ser Bessy, originalment feta per al diari való La Libre Belgique el 1952, i que només més tard arribaria a Flandes i finalment a una sèrie de més de 1000 còmics a Alemanya.

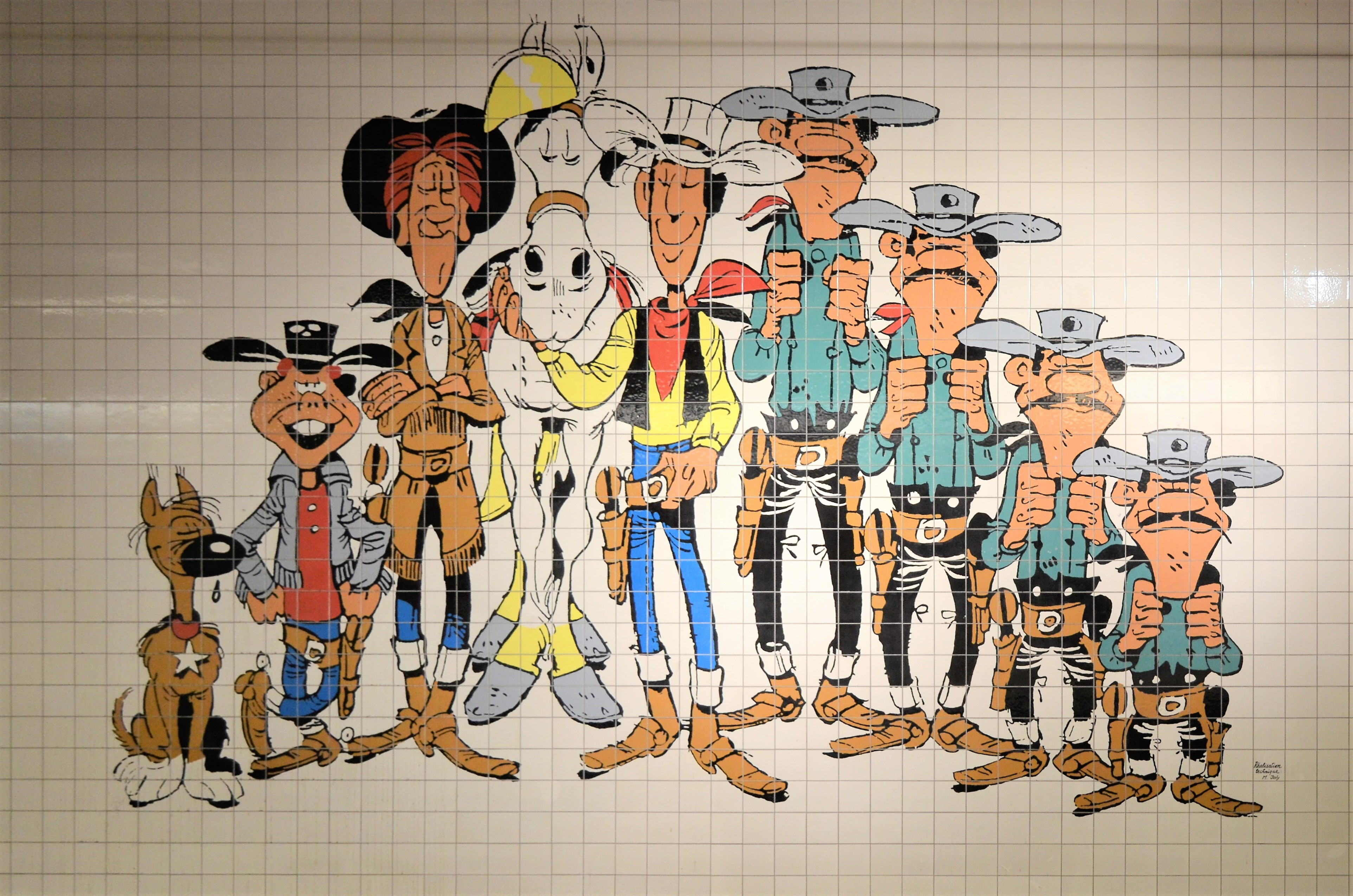
Personatges de la sèrie Lucky Luke

Mentrestant, molts artistes que més tard es farien famosos van debutar a petita escala als diaris valons: Peyo, Greg, Albert Uderzo, René Goscinny,...
A la dècada del 1950, l'escena del còmic a Bèlgica estava dominada per tres mètodes principals de publicació: les principals revistes Tintin i Spirou, juntament amb els àlbums publicats posteriorment pels editors Lombard i Dupuis; els còmics diaris a Flandes, amb els àlbums en blanc i negre més econòmics posteriors de De Standardaard i Het Volk; i els suplements setmanals dels diaris en francès, que principalment no tenien àlbums posteriors. El nombre d'altres revistes va disminuir lentament, i les editorials independents d'àlbums de còmics sense revista van desaparèixer amb l'excepció de Casterman, editora dels còmics d'Hergé i un nombre limitat d'altres còmics.
En aquest període, els còmics belgues van tenir la seva Edat d'Or, un període de creixement i expansió constants, amb l'inici i la continuació de moltes de les sèries belgues més populars.
Spirou va ampliar de 12 pàgines de qualitat de diari a 52 pàgines a tot color, i el nombre de còmics americans, reintroduïts després del final de la guerra, va disminuir a gairebé zero el 1950. El seu lloc va ser ocupat per Victor Hubinon i Jean-Michel Charlier (Buck Danny), Maurice Tillieux (Gil Pupil·la), Eddy Paape, Will, i els més importants André Franquin, Morris i Peyo. Les seves respectives sèries Sergi Grapes, Lucky Luke i Els Barrufets es van convertir en èxits de vendes internacionals.
Mentre que la primera generació va aprendre a dibuixar treballant amb Jijé, molts artistes més joves van començar la seva carrera professional a l'Studio Peyo abans de crear les seves pròpies sèries, assegurant la continuació de l'Escola de Marcinelle. L'aspecte humorístic de la revista estava assegurat pel cap de redacció Yvan Delporte, escriptor de Franquin, Will i Peyo. Juntament amb els principals artistes de Tintín, van definir els còmics francobelgues durant les dècades següents.
Tintín va tenir una història similar, amb un èxit i una expansió ràpids. Nous artistes com Jean Graton (Michel Vaillant) i Raymond Macherot van arribar a nous públics. Hergé va obrir el seu estudi per ajudar-lo amb la feina en els còmics de Tintín, i va definir l'estil de molts artistes com Bob de Moor i Roger Leloup.
Els estils de les dues revistes eren clarament diferents, amb la línia clara i el to més seriós i el to didàctic de Tintín que contrasta amb l'escola humorística i més caricatural de L'École de Marcinelle de Spirou.
A Flandes, cap revista local no va poder igualar l'èxit de les dues revistes valones traduïdes, i per sobreviure a aquest període, van desaparèixer com a revistes independents i es van convertir en suplements setmanals de diaris. La més important va ser 't Kapoentje, que va publicar l'obra de Buth i Rik Clément, però que no va tenir cap influència fora de Flandes. L'únic artista nou que va tenir un veritable èxit en aquest període va ser Jef Nys amb Jommeke, que va debutar el 1955 i es va convertir en el tercer gran còmic diari de Flandes.
Artistes com Pom, Bob Mau o Renaat Demoen van tenir menys èxit i només van tenir un públic limitat, mentre que altres artistes flamencs van començar a treballar per a revistes en llengua francesa, seguint els passos de Morris a Spirou i Bob de Moor a Tintin. El que va tenir més èxit en aquest període va ser Berck, que va aparèixer per primera vegada en aquest període a Tintín abans de passar a Spirou .

### 1959–1977

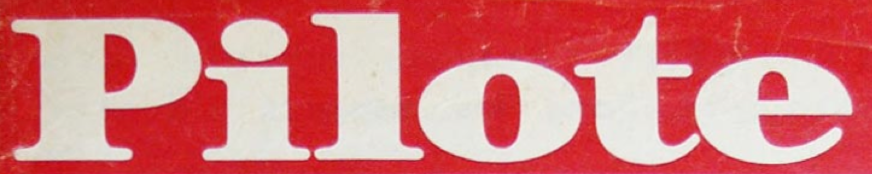
Logotip de la revista Pilote al número 1, 29 d'octubre de 1959.

A partir de 1959, el domini de Spirou i Tintín va desaparèixer lentament. La primera generació d'artistes no va poder continuar el ritme de publicació de les dècades anteriors, i les revistes franceses van arribar a nous públics, ajudades per la censura proteccionista de les autoritats franceses. Artistes francesos com René Goscinny i Albert Uderzo, que anteriorment havien treballat per a revistes i diaris belgues, van fundar la seva pròpia revista, Pilote, i l'ambient menys restrictiu que hi havia allà va atreure alguns dels seus principals col·legues de Spirou, com ara Morris, Jijé, Charlier i Hubinon. A part de Morris, tots ells van continuar treballant per a Spirou, però el declivi havia començat.
Tintín va patir la manca de noves històries d'Hergé. Greg va esdevenir el nou editor en cap el 1962 i hi va romandre fins al 1975, introduint un nou estil i contingut més adult a la revista, i presentant alguns artistes nous importants com Hermann Huppen, William Vance, Jean Van Hamme i Dany. Però malgrat l'aclamació de la crítica d'aquests autors, la circulació va disminuir lentament des del rècord de 270.000 exemplars a la setmana només a França, i les diferents edicions internacionals de Tintín van desaparèixer durant la dècada següent, però no abans de llançar una última gran sèrie amb Thorgal de Rosinski.

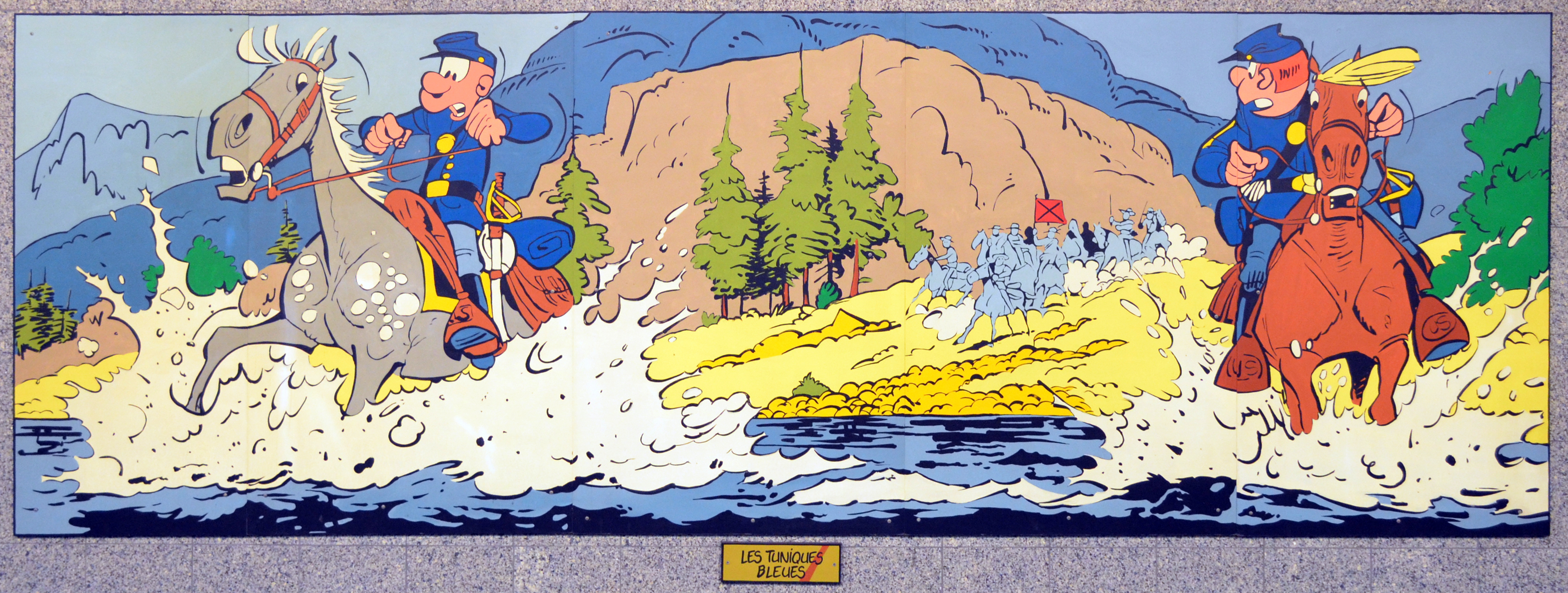
Els casaques blaves.

Spirou també va haver d'introduir nous artistes i sèries per omplir les pàgines i retenir els seus lectors. Molts d'ells van trigar a convertir-se en autèntiques estrelles fins al voltant del 1970, amb l'ascens de Raoul Cauvin com a nou redactor principal de la revista. La nova sèrie més gran dels anys seixanta va ser Boule et Bill, del col·laborador de Franquin, Jean Roba. Es va convertir en la sèrie més popular de la revista juntament amb Gaston Lagaffe després de la desaparició de Lucky Luke el 1967. Cap al 1970, Berck (Sammy), Lambil (Les Tuniques Bleues), François Walthéry (Natacha) i Leloup (Yoko Tsuno) van ser els principals nous artistes i sèries, amb Raoul Cauvin com a escriptor més important. Tanmateix, la tirada màxima d'uns 280.000 exemplars a la setmana (França i Bèlgica juntes) ja no es va assolir després del 1966.
A Flandes, la situació era molt estable, amb les limitades possibilitats de publicació local ocupades pels autors consagrats dels anys 40 i 50, sense deixar espai per a nous talents després de la desaparició de la majoria de revistes. Els nous artistes van començar a treballar al gran Studio Vandersteen o van intentar integrar-se a Spirou i Tintín, enfortint així el vincle entre les escenes de còmics d'ambdós grups lingüístics.
El fandom del còmic, iniciat als Països Baixos i França a la dècada del 1960, va sorgir a Flandes el 1966 amb les diferents publicacions de Jan Smet, qui també va crear el primer premi de còmics flamenc el 1972. Això va evolucionar fins al Bronzen Adhemar, el premi de còmics més important de Flandes, que rep el nom del personatge prodigi Adhemar de Les aventures de Neró. A Valònia, no va començar seriosament fins al 1971, amb els primers premis (el Prix Saint-Michel de Brussel·les) i fanzine (Rantanplan), tots dos a càrrec d'André Leborgne, i la primera botiga especialitzada i reeditora de material antic, Michel Deligne. L'Institut Saint-Luc de Brussel·les va crear un departament de còmics amb professors com Eddy Paape, i va ser en gran part responsable dels nous autors, més orientats al públic adult, que van sortir a primer pla als anys vuitanta i noranta. Es van organitzar exposicions amb els principals artistes per tot el país, algunes per entusiastes aficionats, d'altres amb el suport del govern.

### 1978–present

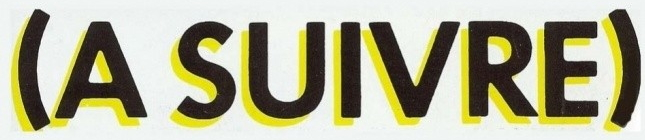
Logotip original de la revista francesa de còmics (A SUIVRE) (1978–1997)

Les últimes dècades han mostrat un major declivi dels sistemes de publicació tradicionals dels còmics belgues i la fi del domini dels autors belgues en els còmics europeus.
Reflectint el canvi del domini dels còmics juvenils setmanals als còmics adults més llargs va ser la desaparició de Tintín i l'inici d'A Suivre el 1978, la revista mensual més orientada als adults de l'editorial Casterman. Va publicar "capítols" més llargs dels principals autors europeus de novel·les gràfiques, amb artistes com Hugo Pratt i Jacques Tardi. Entre ells, encara hi havia espai reservat per als millors talents valons i de Brussel·les, com ara Didier Comès, Benoît Sokal i François Schuiten. La revista, vista com la resposta més intel·lectual a revistes franceses com Métal Hurlant, que estaven més orientades a la innovació gràfica, va ser un gran èxit i va tenir molta influència, però va resultar ser relativament efímera. L'edició en neerlandès, iniciada el 1980, va tancar el 1989 (el mateix any que Pilote va deixar de publicar-se), i el 1997 l'edició en francès també va desaparèixer, cosa que demostra encara més la desaparició del format de revista en un mercat on la majoria de la gent prefereix comprar els àlbums immediatament.
A Flandes, el 1993 es va iniciar un darrer experiment amb una revista de còmics juvenil amb Suske en Wiske Weekblad de Standardaard Uitgeverij: amb una barreja de còmics clàssics i noves sèries, i impulsada per les sèries en neerlandès més populars i una important campanya promocional, va aconseguir un públic considerable al principi, però va perdre impuls lentament i va desaparèixer el 2003.
L'única revista de còmics que ha sobreviscut és Spirou, però amb el final de la versió neerlandesa Robbedoes el 2005, quan la tirada havia baixat a només uns 3.000 exemplars, no van quedar revistes de còmics de gran consum per al públic flamenc, cosa que va dificultar que els joves artistes flamencs aconseguissin un públic més ampli.

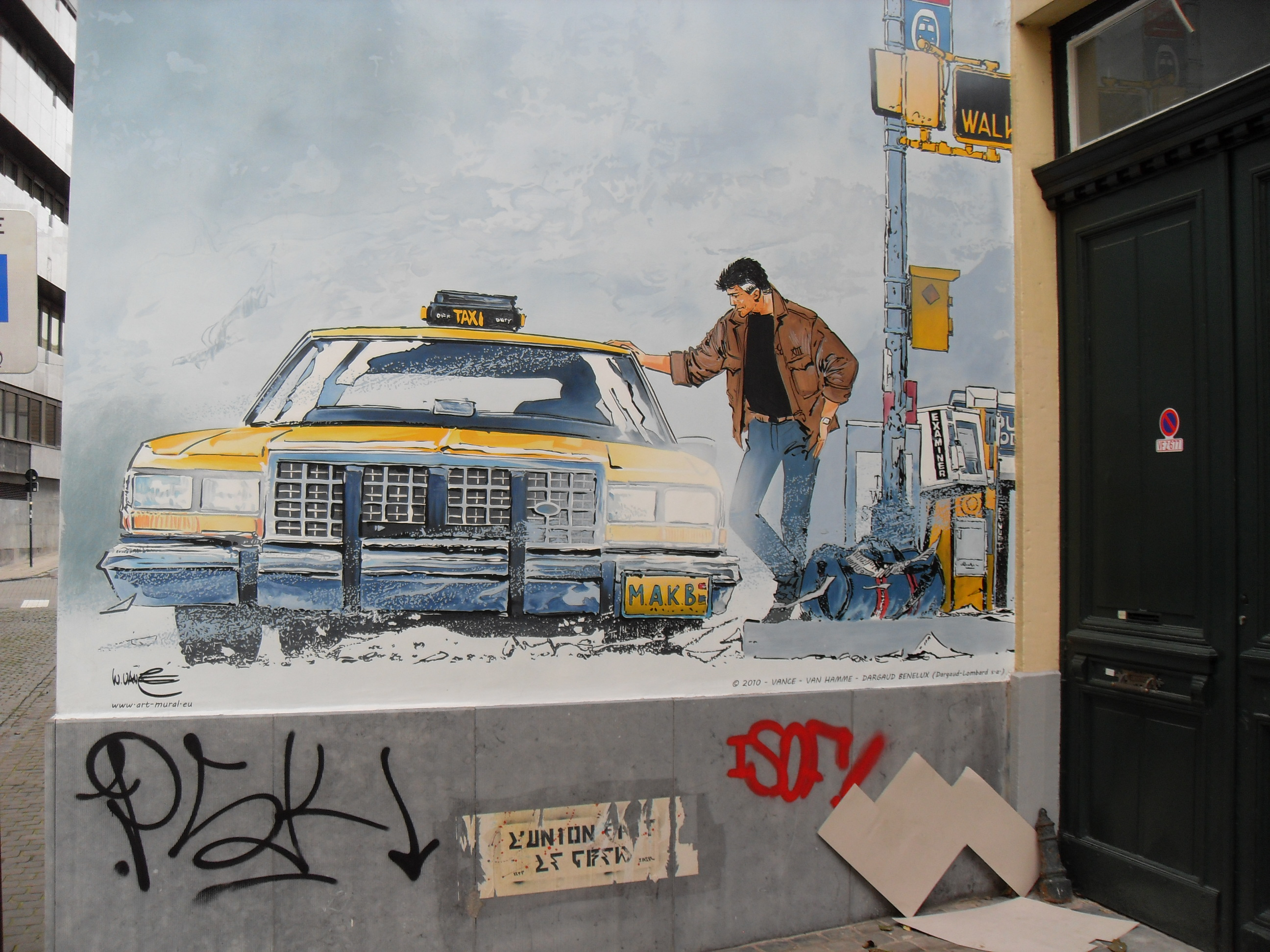
Personatge de la sèrie XIII

Mentrestant, Spirou, després d'un declivi durant les dècades del 1970 i el 1980 de 280.000 a 160.000 còpies, manté una circulació força estable i és una barreja d'aparador per a Dupuis i un mètode per provar nous artistes i sèries abans de fer la inversió considerable d'una sèrie d'àlbums. Després d'experiments per dirigir-se a un públic més madur a finals dels anys setanta i vuitanta amb el suplement Le Trombone Illustré i la publicació de còmics com XIII i Jeremiah, l'atenció es torna a centrar en les sèries d'humor i en un públic d'adolescents. Ara artistes famosos com Bernard Hislaire, Zep, Tome, Janry o Midam debuten o encara publiquen a la revista.
Però a més de la revista, Dupuis, com tots els altres editors, també s'adreça al públic més adult amb una col·lecció de novel·les gràfiques.
Tant Lombard com Dupuis han estat comprades des de llavors per la companyia mediàtica francesa Média Participations, però conserven un alt grau d'independència.
A Flandes, aquest període va començar amb l'aparició de dos nous còmics periodístics d'èxit, Bakelandt de Hec Leemans i el Kiekeboe de Merho, que va tenir un gran èxit. Però semblaven ser alhora els èxits finals d'un sistema que moria lentament, i els còmics a Flandes també se centren cada cop més al voltant dels àlbums. Les sèries i els autors d'èxit són escassos, i la majoria, com Urbanus o FC De Kampioenen, només tenen un èxit local. Algunes figures perifèriques com Ever Meulen, que és principalment il·lustrador, o Kamagurka, que és més aviat un dibuixant, tenen èxit a Valònia, França i els Països Baixos, però a part d'aquestes excepcions, el principal mètode perquè els artistes de còmics flamencs tinguin èxit continua sent la publicació a través de les tres editorials en llengua francesa.
Alguns dels que han tingut més èxit des dels anys seixanta són William Vance, Jo-El Azara, Griffo, Marvano, Jean-Pol, Jan Bosschaert i Luc Cromheecke.

## Importància

### Vendes

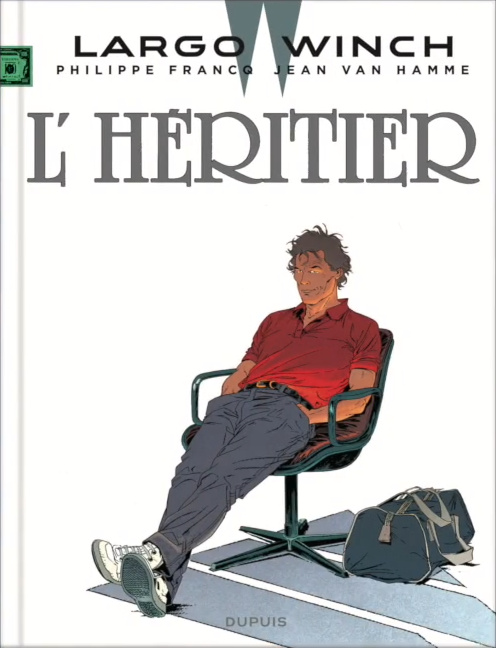
Portaad d'un àlbum de Largo Winch

Mentre que fins al 1930 gairebé tots els còmics publicats a Bèlgica eren francesos o americans, a causa de l'èxit de Tintín el 1950 gairebé no es publiquen còmics estrangers a Bèlgica, i el 1960 molts o fins i tot la majoria dels còmics llegits en altres països de l'Europa Occidental (excloent el Regne Unit) són fets per belgues o per a revistes belgues. El 1944, s'havien venut 275.000 àlbums de Tintín: l'any 2000, les vendes mundials s'havien multiplicat fins a gairebé 200 milions.
L'any 2000, es van imprimir gairebé 40 milions d'àlbums a Bèlgica cada any: el 75% d'aquests es van exportar. Es calcula que el 75% dels còmics venuts a França van ser fets per les tres grans editorials belgues de còmics, Dupuis, Le Lombard i Casterman. Només Dupuis, amb una producció de 9 a 10 milions d'àlbums anuals i un catàleg de 1.000 títols, és responsable d'un terç del mercat francès de còmics. El mercat flamenc està en gran part monopolitzat pel gegant Standardaard Uiteverij, les editorials del qual, Spike i Suzy, es produeixen amb una tirada de 300.000 a 400.000 còpies per cada nou títol, la meitat de les quals s'exporten als Països Baixos, i que també publica Nero, Kiekeboe i Urbanus . Het Volk, que va existir principalment gràcies a un títol, Jommeke, amb unes vendes totals de 50 milions de còpies en 50 anys, ha venut els seus còmics a Dupuis. Tot i que la majoria d'aquests editors ara estan en mans estrangeres (principalment franceses), encara operen des de Bèlgica i estan dirigits per belgues. Bèlgica té més de 700 creadors de còmics professionals, cosa que la converteix en el país amb més artistes de còmics per km².
El 2010, quatre dels deu autors de còmics més venuts a França eren belgues: Jean Van Hamme, Hergé, Raoul Cauvin i Stephen Desberg. De la mateixa manera, sis dels deu títols de còmics més venuts eren parcialment o completament d'origen belga, com ara Largo Winch, Lucky Luke, Blake and Mortimer, Le hat, Le Petit Spirou i Thorgal. A Flandes, els còmics representen aproximadament el 14% del nombre total de vendes de llibres, amb 5 còmics (3 de De Kiekeboes i 2 de FC De Kampioenen ) entre els 20 llibres més venuts del 2010. Només un còmic traduït va entrar al top 20 dels còmics més venuts a Flandes, Largo Winch, la qual cosa indica que, si bé els còmics francòfons encara es tradueixen àmpliament a l'holandès, els principals venedors són productes flamencs locals.

### Influència i reconeixement
Bèlgica ha jugat un paper important en el desenvolupament del 9è art. De fet, fins i tot la designació dels còmics com a 9è art es deu a un belga. Morris va introduir el terme el 1964 quan va iniciar una sèrie sobre la història dels còmics a Spirou La cultura de còmics de Bèlgica ha estat qualificada per la revista Time com "la més rica d'Europa", mentre que el Calgary Sun anomena Bèlgica "la llar de les tires còmiques".
El reconeixement dels còmics belgues fora del fandom va trigar a arribar, però a la dècada de 1970 cada cop més còmics i autors van rebre crítiques i articles en diaris i revistes. El primer segell oficial amb la imatge d'un heroi de còmic es va fer el 1979, mostrant Tintín, i la majoria de còmics belgues famosos van seguir en les dècades següents. A partir del 1969 es van organitzar grans exposicions i, finalment, el Centre Belga del Còmic, comunament anomenat Museu dels Còmics, es va obrir a Brussel·les el 1989 en un antic magatzem dissenyat per Victor Horta. Va créixer ràpidament, amb 160.000 visitants el 1994 i 240.000 l'any 2000. Diferents pobles belgues tenen pintures murals i estàtues dels principals còmics, i alguns dels artistes més famosos han estat nomenats cavallers.
Els còmics belgues, els seus autors i les revistes es consideren generalment centrals en el desenvolupament del còmic europeu. Hergé, juntament amb Tintín, i Jijé, com a professor de còmics, són considerats els més influents dels primers autors belgues. L'autor francès Tibet va dir que els dibuixants de còmics consideren Hergé com Déu Pare i Jijé com el Padrí. Jijé no només va ser mestre d'importants autors belgues com André Franquin, sinó també de grans autors francesos com Jean Giraud i Jean-Claude Mézières. A l'estudi Hergé hi van treballar autors francesos com Jacques Martin, i l'autor suís Derib va treballar durant anys a l'estudi Peyo. Les revistes de còmics Tintin i Spirou es van traduir a diferents idiomes, i els principals còmics de les revistes es van reimprès a les principals revistes de còmics d'Itàlia, Espanya, Portugal, Alemanya o els Països Baixos. Els àlbums de les sèries principals i dels seus autors s'han traduït a desenes d'idiomes, i fins i tot moltes sèries menors s'han traduït a diferents idiomes de l'Europa Occidental. Artistes com l'holandès Joost Swarte, l'estatunidenc Chris Ware, l'australià Bill Leak o el noruec Jason estan molt influenciats per la ligne claire d'Hergé, mentre que d'altres com l'espanyol Daniel Torres, el finlandès Pora i el francès Yves Chaland van seguir més de prop l'"estil Atom" de Jijé i Franquin. Artistes més recents com Kamagurka i Philippe Geluck són especialment populars a França.  Més recentment, també s'han traduït novel·les gràfiques belgues a l'anglès, com ara Deogratias de Jean-Philippe Stassens, mentre que moltes sèries antigues també s'han reeditat, tot i que sovint amb un èxit limitat.
Especialment Hergé i Tintín també han tingut molta influència en altres artistes fora del cercle d'autors de còmics, com Roy Lichtenstein i Andy Warhol. Hergé també ha estat reconegut per un carrer i una estàtua a Angulema, França, i tant les oficines postals franceses com les neerlandeses han emès segells en memòria de Tintín .
S'han fet videojocs i pel·lícules d'animació i d'acció real per a sèries populars com ara XIII, Tintín, Spirou i Fantasio, Spike i Suzy i Lucky Luke, i la sèrie llarga de Hanna-Barbera dels Barrufets es va convertir en un èxit mundial amb un marxandatge massiu, i l'èxit continua, com ho demostren les audiències que van tenir els dibuixos animats basats en les aventures de Tintín i Lucky Luke a Alemanya i Canadà el 2005 i el 2006. Però també s'han convertit en pel·lícules novel·les gràfiques més madures com ara The Wedding Party de Hermann Huppen i Jean Van Hamme.
La majoria dels principals artistes de còmic europeus van treballar durant un temps, sovint al principi de la seva carrera, a Bèlgica: autors francesos com Albert Uderzo i René Goscinny, Jacques Tardi, Jean Graton i Claire Bretécher, un alemany com Andreas, l'autor polonès Grzegorz Rosiński, el portuguès Carlos Roque, els autors suïssos Zep i Cosey ... Fins i tot el gran autor italià Hugo Pratt va crear moltes de les seves obres posteriors més conegudes per a Casterman.Plantilla:Comics